# 永定门长途汽车站
39°52′3.22″N 116°22′38.51″E / 39.8675611°N 116.3773639°E
永定门长途汽车站是位于中华人民共和国北京市东城区澎庄里西的长途汽车站。永定门长途汽车站是北京最老长途汽车站之一。

## 简介
本站位于北京南站附近、担负北京市交通交通枢钮之一，是经交通部核准的二级客运站。隶属于北京市长途汽车有限公司的分公司北京市长途汽车有限公司永定门分公司。永定门汽车站到发了99条省际路线、南到福建省、北至内蒙古。2016年4月19日以后在线上可以查询路线信息和购买车票。

## 脚注
1. ↑  . 北京省际客运信息网.   [2017-10-08]. （原始内容存档于2020-11-26）.
2. ↑  . 北京市政府. 2016-04-19  [2017-10-08].[永久]

## 对外链接
- 永西站 （页面存档备份，存于） - 北京公共交通 （页面存档备份，存于）